# Les Nageurs (Carrà)
Pour les articles homonymes, voir Les Nageurs.
Les Nageurs est un tableau réalisé par Carlo Carrà en 1910-1912. Cette huile sur toile futuriste représente des nageurs. Elle est conservée au Carnegie Museum of Art, à Pittsburgh.

## Expositions
- Apollinaire, le regard du poète, musée de l'Orangerie, Paris, 2016 — n°145.